# 小行星6540
小行星6540（英語：6540 Stepling）是一颗围绕太阳公转的小行星。1982年9月16日，安東寧·姆爾科斯在克列特发现了此天体。
这颗小行星的绝对星等为182.354858506641等。